# Arisaema ilanense
Arisaema ilanense là một loài thực vật có hoa trong họ Ráy (Araceae). Loài này được J.C.Wang mô tả khoa học đầu tiên năm 1996.